# Nagroda Pulitzera w dziedzinie poezji

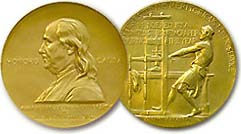
Medal Nagrody Pulitzera

Nagroda Pulitzera w dziedzinie poezji – jedna z kategorii Nagrody Pulitzera, przyznawana za wybitne osiągnięcia w dziedzinie poezji lirycznej i epickiej.

## Reguły
Nagroda Pulitzera w dziedzinie poezji jest przyznawana zazwyczaj za określony tomik, jedynie w niektórych wypadkach za edycję dzieł wybranych lub zebranych danego poety. Zdarzały się przypadki pośmiertnego przyznania nagrody. Sylvia Plath została uhonorowana w 1982, choć zmarła w 1963. Nagroda może być przyznawana wielokrotnie. Niektórzy autorzy byli nagrodzeni więcej niż jeden raz. Robert Frost był laureatem czterokrotnie, Edwin Arlington Robinson trzykrotnie, a Stephen Vincent Benét, Archibald MacLeish, Robert Lowell, Richard Wilbur, Robert Penn Warren i William S. Merwin dwukrotnie. Nagroda Pulitzera w dziedzinie poezji funkcjonuje zasadniczo od 1922, jednak do tradycji tego wyróżnienia zalicza się nagrody dla trojga autorów z lat 1918–1919. Pierwotnie nagroda za poezję nie była przewidziana.

## Lista nagrodzonych
Lata dwudzieste:
| Data | Autor                    | Tomik |
| ---- | ------------------------ | --- |
| 1922 | Edwin Arlington Robinson | Collected Poems                                                                                               |

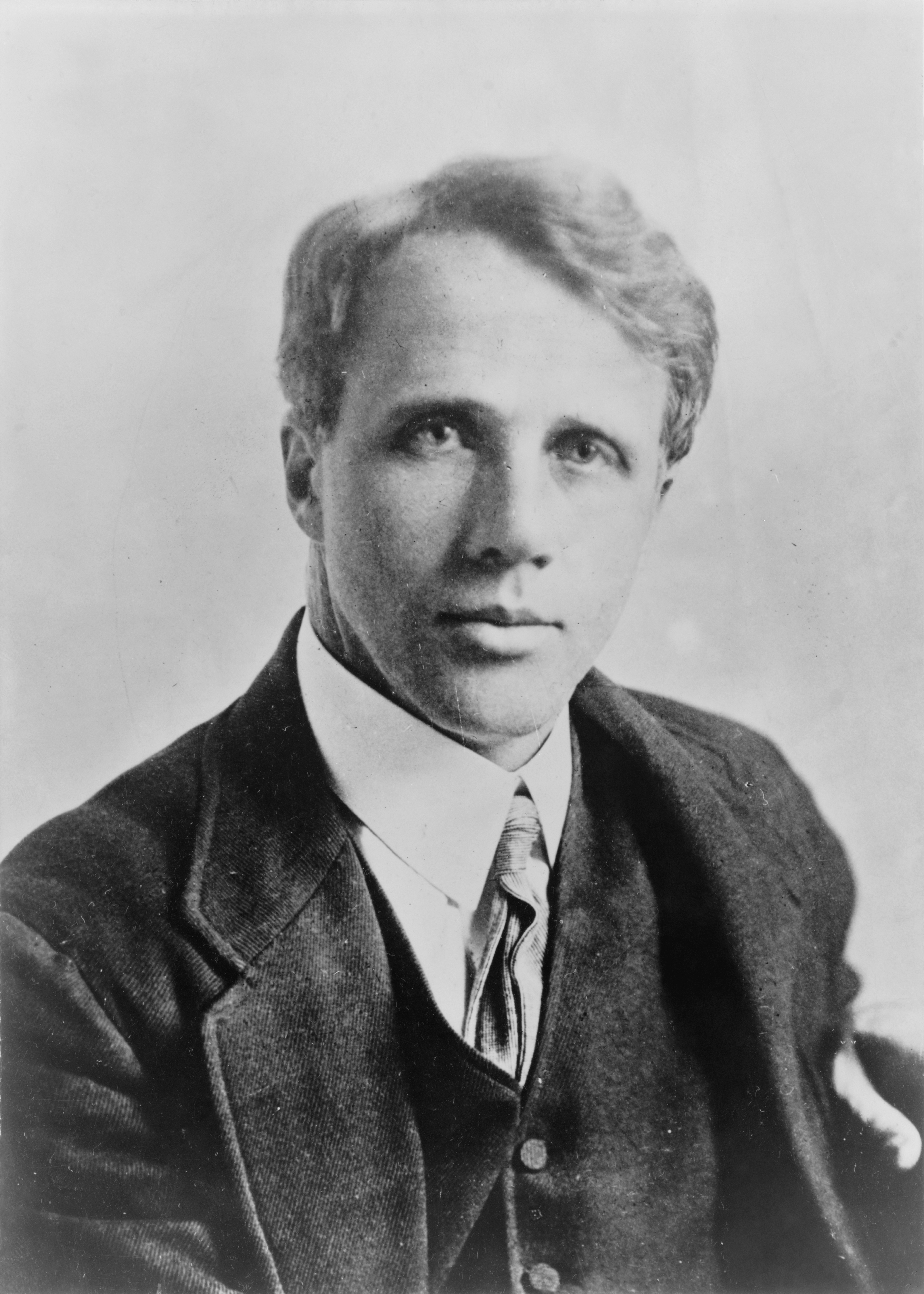
Robert Frost

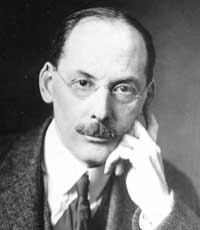
Edwin Arlington Robinson

| 1923 | Edna St. Vincent Millay  | The Ballad of the Harp-Weaver: A Few Figs from Thistles: Eight Sonnets in American Poetry, 1922. A Miscellany |

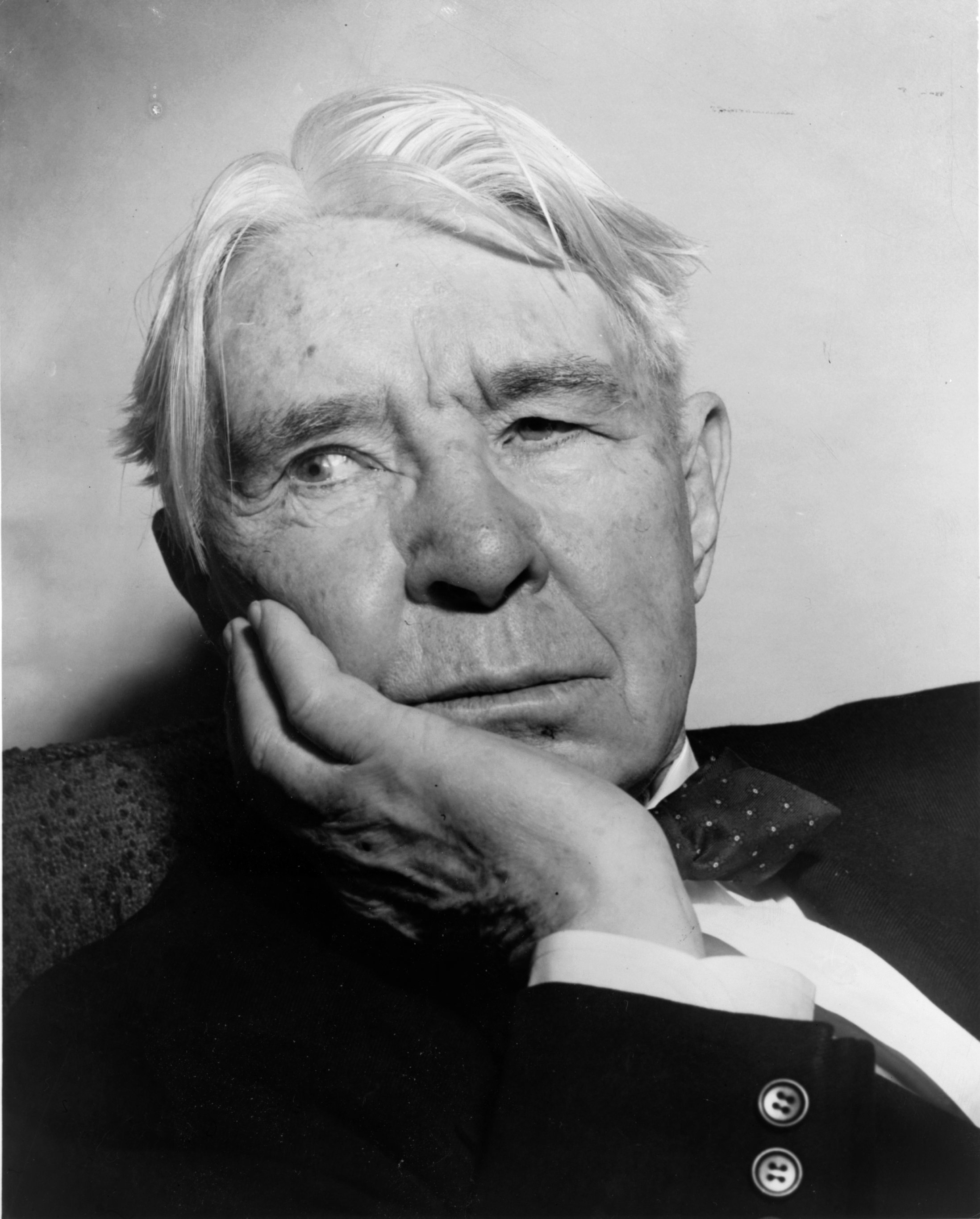
Carl Sandburg

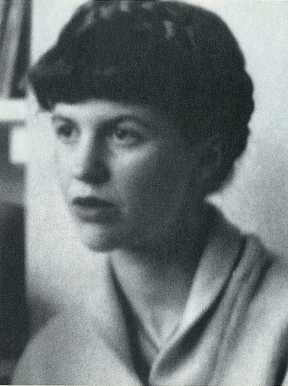
Sylvia Plath

| 1924 | Robert Frost             | New Hampshire: A Poem with Notes and Grace Notes                                                              |
| 1925 | Edwin Arlington Robinson | The Man Who Died Twice                                                                                        |
| 1926 | Amy Lowell               | What’s O’Clock                                                                                                |
| 1927 | Leonora Speyer           | Fiddler’s Farewell                                                                                            |
| 1928 | Edwin Arlington Robinson | Tristram |
| 1929 | Stephen Vincent Benét    | John Brown’s Body                                                                                             |
| 1930 | Conrad Aiken             | Selected Poems                                                                                                |

Lata trzydzieste:
| Data | Autor               | Tomik               |
| ---- | ------------------- | ------------------- |
| 1931 | Robert Frost        | Collected Poems     |
| 1932 | George Dillon       | The Flowering Stone |
| 1933 | Archibald MacLeish  | Conquistador        |
| 1934 | Robert Hillyer      | Collected Verse     |
| 1935 | Audrey Wurdemann    | Bright Ambush       |
| 1936 | Robert P.T. Coffin  | Strange Holiness    |
| 1937 | Robert Frost        | A Further Range     |
| 1938 | Marya Zaturenska    | Cold Morning Sky    |
| 1939 | John Gould Fletcher | Selected Poems      |
| 1940 | Mark Van Doren      | Collected Poems     |

Lata czterdzieste:
| Data | Autor                 | Tomik                              |
| ---- | --------------------- | ---------------------------------- |
| 1941 | Leonard Bacon         | Sunderland Capture and Other Poems |
| 1942 | William Rose Benét    | The Dust Which Is God              |
| 1943 | Robert Frost          | A Witness Tree                     |
| 1944 | Stephen Vincent Benét | Western Star                       |
| 1945 | Karl Shapiro          | V-Letter and Other Poems           |
| 1946 | nagrody nie przyznano |                                    |
| 1947 | Robert Lowell         | Lord Weary’s Castle                |
| 1948 | W.H. Auden            | The Age of Anxiety                 |
| 1949 | Peter Viereck         | Terror and Decorum                 |
| 1950 | Gwendolyn Brooks      | Annie Allen                        |

Lata pięćdziesiąte:
| Data | Autor              | Tomik                                |
| ---- | ------------------ | ------------------------------------ |
| 1951 | Carl Sandburg      | Complete Poems                       |
| 1952 | Marianne Moore     | Collected Poems                      |
| 1953 | Archibald MacLeish | Collected Poems 1917–1952            |
| 1954 | Theodore Roethke   | The Waking                           |
| 1955 | Wallace Stevens    | Collected Poems                      |
| 1956 | Elizabeth Bishop   | Poems: North & South – A Cold Spring |
| 1957 | Richard Wilbur     | Things of This World                 |
| 1958 | Robert Penn Warren | Promises: Poems 1954–1956            |
| 1959 | Stanley Kunitz     | Selected Poems 1928–1958             |
| 1960 | W.D. Snodgrass     | Heart's Needle                       |

Lata sześćdziesiąte:
| Data | Autor                   | Tomik                                          |
| ---- | ----------------------- | ---------------------------------------------- |
| 1961 | Phyllis McGinley        | Times Three: Selected Verse From Three Decades |
| 1962 | Alan Dugan              | Poems                                          |
| 1963 | William Carlos Williams | Pictures from Brueghel                         |
| 1964 | Louis Simpson           | At The End Of The Open Road                    |
| 1965 | John Berryman           | 77 Dream Songs                                 |
| 1966 | Richard Eberhart        | Selected Poems                                 |
| 1967 | Anne Sexton             | Live or Die                                    |
| 1968 | Anthony Hecht           | The Hard Hours                                 |
| 1969 | George Oppen            | Of Being Numerous                              |
| 1970 | Richard Howard          | Untitled Subjects                              |

Lata siedemdziesiąte:
| Data | Autor              | Tomik                            |
| ---- | ------------------ | -------------------------------- |
| 1971 | W.S. Merwin        | The Carrier of Ladders           |
| 1972 | James Wright       | Collected Poems                  |
| 1973 | Maxine Kumin       | Up Country                       |
| 1974 | Robert Lowell      | The Dolphin                      |
| 1975 | Gary Snyder        | Turtle Island                    |
| 1976 | John Ashbery       | Self-Portrait in a Convex Mirror |
| 1977 | James Merrill      | Divine Comedies                  |
| 1978 | Howard Nemerov     | Collected Poems                  |
| 1979 | Robert Penn Warren | Now and Then                     |
| 1980 | Donald Justice     | Selected Poems                   |

Lata osiemdziesiąte:
| Data | Autor            | Tomik                                    |
| ---- | ---------------- | ---------------------------------------- |
| 1981 | James Schuyler   | The Morning of the Poem                  |
| 1982 | Sylvia Plath     | The Collected Poems                      |
| 1983 | Galway Kinnell   | Selected Poems                           |
| 1984 | Mary Oliver      | American Primitive                       |
| 1985 | Carolyn Kizer    | Yin                                      |
| 1986 | Henry S. Taylor  | The Flying Change                        |
| 1987 | Rita Dove        | Thomas and Beulah                        |
| 1988 | William Meredith | Partial Accounts: New and Selected Poems |
| 1989 | Richard Wilbur   | New and Collected Poems                  |
| 1990 | Charles Simic    | The World Doesn't End                    |

Lata dziewięćdziesiąte:
| Data | Autor            | Tomik                                   |
| ---- | ---------------- | --------------------------------------- |
| 1991 | Mona Van Duyn    | Near Changes                            |
| 1992 | James Tate       | Selected Poems                          |
| 1993 | Louise Glück     | The Wild Iris                           |
| 1994 | Yusef Komunyakaa | Neon Vernacular: New and Selected Poems |
| 1995 | Philip Levine    | The Simple Truth                        |
| 1996 | Jorie Graham     | The Dream of the Unified Field          |
| 1997 | Lisel Mueller    | Alive Together: New and Selected Poems  |
| 1998 | Charles Wright   | Black Zodiac                            |
| 1999 | Mark Strand      | Blizzard of One                         |
| 2000 | C.K. Williams    | Repair                                  |

Pierwsze lata XXI wieku:
| Data | Autor             | Tomik                         |
| ---- | ----------------- | ----------------------------- |
| 2001 | Stephen Dunn      | Different Hours               |
| 2002 | Carl Dennis       | Practical Gods                |
| 2003 | Paul Muldoon      | Moy Sand and Gravel           |
| 2004 | Franz Wright      | Walking to Martha’s Vineyard  |
| 2005 | Ted Kooser        | Delights & Shadows            |
| 2006 | Claudia Emerson   | Late Wife                     |
| 2007 | Natasha Trethewey | Native Guard                  |
| 2008 | Robert Hass       | Time and Materials (ex aequo) |
| 2008 | Philip Schultz    | Failure (ex aequo)            |
| 2009 | W.S. Merwin       | The Shadow of Sirius          |
| 2010 | Rae Armantrout    | Versed                        |

2. dekada XXI wieku:
| Data | Autor          | Tomik                                  |
| ---- | -------------- | -------------------------------------- |
| 2011 | Kay Ryan       | The Best of It: New and Selected Poems |
| 2012 | Tracy K. Smith | Life on Mars                           |
| 2013 | Sharon Olds    | Stag's Leap                            |
| 2014 | Vijay Seshadri | 3 Sections                             |
| 2015 | Gregory Pardlo | Digest                                 |
| 2016 | Peter Balakian | Ozone Journal                          |
| 2017 | Tyehimba Jess  | Olio                                   |
| 2018 | Frank Bidart   | Half-light: Collected Poems 1965–2016  |
| 2019 | Forrest Gander | Be With                                |
| 2020 | Jericho Brown  | The Tradition                          |

3. dekada XXI wieku:
| Data | Autor         | Tomik                                       |
| ---- | ------------- | ------------------------------------------- |
| 2021 | Natalie Diaz  | Postcolonial Love Poem                      |
| 2022 | Diane Seuss   | frank: sonnets                              |
| 2023 | Carl Phillips | Then the War: And Selected Poems, 2007-2020 |